# Vitrea etrusca
Vitrea etrusca is een slakkensoort uit de familie van de Pristilomatidae. De wetenschappelijke naam van de soort is voor het eerst geldig gepubliceerd in 1878 door Paulucci.